# Абу Дијаби
Васирики Абу Дијаби (фр. Vassiriki Abou Diaby; Париз, 11. мај 1986) бивши је француски фудбалер, пореклом из Обале Слоноваче.

## Каријера
Дијаби је фудбал почео да трнира у клубу Ред стар, а са 13 година прелази у Париз Сен Жермен. Ту се задржао две сезоне а потом прелази у Оксер. За први тим Оксера дебитује 14. августа 2004. на утакмици против Рена.
У Арсенал прелази 12. јануара 2006. године за обештећење од 2 милиона евра. Непосредно пре тога одбио је понуду да пређе у Челси. Доведен је као замена за земљака Патрика Вијеру, који је из Арсенала прешао у Интер.
На мечу против Сандерленда, 1. маја 2006. доживео је тешку повреду због које је паузиро осам месеци. Због те повреде пропустио је финале Лиге шампиона у којем је Арсенал поражен од Барселоне.

## Репрезентација
- За репрезентацију Француске испод 19 година одиграо је 12 утакмица. Учествовао је у освајању Првенства Европе за играче тог узраста 2005. године.
- За репрезентацију Француске 21 године одиграо је две утакмице, а тешка повреда га је спречила да учествује на Првенству Европе за играче до 21 године 2006. године.
- За сениорску репрезентацију Француске је одиграо 16 утакмица.

За сениорску репрезентацију Француске је дебитовао 24. марта 2007. године, на утакмици против Литваније у квалификацијама за Европско првенство 2008., када је у игру ушао уместо Флорана Малуде.

## Трофеји

### Арсенал
- ФА куп (1) : 2013/14.

### Француска до 19
- Европско првенство (1) : 2005.